# Liga1 2022 (Perú)
La Liga1 de Fútbol Profesional 2022, conocida como Liga1 2022 y por razones de patrocinio como Liga1 Betsson 2021, fue la edición número 106 de la Primera División del Perú, la quincuagésima séptima desde que se descentraliza en 1966, la cuarta bajo la denominación de Liga1 y la segunda bajo el patrocinio de Betsson.
La Federación Peruana de Fútbol organiza y controla el desarrollo del torneo a través de la Comisión Organizadora de Competiciones.
La competición tuvo inicio el 4 de febrero de 2022 y finalizó el 12 de noviembre del mismo año. Cabe destacar que esta edición de la Liga1 vuelve a ser descentralizada, esto luego de que en gran parte del 2020 y durante todo el 2021 se llevó a cabo en Lima Metropolitana debido a la pandemia de COVID-19.
En un primer momento estaba previsto que participaran 18 equipos, pero por la resolución del TAS sobre la resta de puntos de Cusco FC, la FPF modificó las normas para que en el campeonato nacional participen 19 equipos. Siendo esta, la segunda vez que se modifica los ascensos y descensos por decisión del Tribunal de Arbitraje.
Alianza Lima logró ganar su título número 25 al vencer en la final a FBC Melgar por un marcador global de 2-1.

## Sistema de competición
Después de dos años con una fase de todos contra todos y otra con 2 grupos, vuelve el sistema de 2 torneos descentralizados, en un formato similar al de la temporada 2019, será de la siguiente manera:
- En los dos torneos, denominadas Apertura y Clausura, se jugará en el sistema de todos contra todos durante 19 jornadas. El que termine en el primer lugar será proclamado el vencedor.[6][7]

### Definición del título
Para la definición del título nacional participarán los vencedores del Apertura y Clausura junto con los dos primeros equipos de la Tabla acumulada, con las siguientes consideraciones:
- Si los campeones del Apertura y del Clausura y los 2 primeros del acumulado son distintos equipos, se disputarán Semifinales y Final.
- Si un equipo gana Apertura o Clausura, y está entre de los dos primeros del acumulado, clasifica directamente a la Final. Su rival será el ganador de la semifinal entre el otro ganador de uno de los torneos y el otro equipo de mayor puntaje en el acumulado.
- Si los dos equipos ganadores de los torneos también son los 2 primeros del acumulado, se jugará directamente la Final entre esos equipos.
- Si un equipo es ganador de ambas torneos, se proclamará campeón nacional automáticamente.

### Clasificación a torneos internacionales
La Conmebol otorga 8 cupos a Perú para los torneos internacionales que se distribuyen de la siguiente manera:

#### Copa Libertadores
- Perú 1: Campeón de la Liga1
- Perú 2: Subcampeón de la Liga1
- Perú 3: Tercer lugar de la Liga1

#### Copa Sudamericana
- Perú 1: Quinto lugar de la Liga1
- Perú 2: Sexto lugar de la Liga1
- Perú 3: Séptimo lugar de la Liga1
- Perú 4: Octavo lugar de la Liga1

Nota: En caso de que el campeón de la Copa Bicentenario clasifique a un torneo internacional mediante el acumulado de la Liga1 2022, el cupo que otorga dicha competición será cedido al octavo lugar de la Tabla acumulada de la Liga1.

### Descenso a Liga2
Los equipos que ocupen el 18° y 19° puesto de la Tabla acumulada descenderán de categoría y disputarán la Liga2 2023. El equipo que ocupe el 17° puesto jugará una llave de revalidación contra el subcampeón de la Liga2 2022 para determinar si se mantiene o pierde la categoría.

## Ascensos y descensos
Hubo 2 Descensos en la Temporada 2021 y 3 Ascensos (1 Campeón de Copa Perú, 1 Campeón de Segunda División y 1 Ganador Partidos de Revalidación) en esta Temporada.
Por lo que se aumentan de 18 a 19 equipos para este 2022. Es decir, un total de 19 equipos disputarán la Liga1 este año: Serán los primeros 16 primeros lugares de la temporada 2021, el campeón de la Liga2 2021, el campeón de la Copa Perú 2021 y el ganador de la Revalidación 2021.

#### Equipos relegados a Segunda División
En la Liga1 2021, los equipos que descendieron fueron Cusco FC y Alianza Universidad, estos últimos al perder en la última fecha contra el Ayacucho FC por 1-2, descendiendo después de permanecer 3 temporadas en primera.

#### Caso Cusco FC
Cusco FC se salvó de descender en la última fecha contra Sport Huancayo, pero su alegría no duraría mucho, ya que Cienciano reclamó al TAS y le pidió que le devuelvan sus puntos que había perdido en mesa con Cusco FC, el 21 de enero, el TAS devolvió los puntos, y con eso Cusco perdía 2 puntos y descendía, con lo que Deportivo Binacional, que había descendido por la Revalidación, se mantenía en Primera División, y el Club Universidad San Martín, que había descendido directamente, debía jugar la revalidación, pero como esto resultaba inejecutable, también se mantenía en Primera División.

#### Equipos ascendidos a Primera División
Los equipos que ascendieron fueron el Atlético Grau, el Carlos Stein y el ADT, los piuranos ascendieron luego de ganar la final de la Liga2 contra el Sport Chavelines por 1-2, retornado a primera luego de descender en 2020, caso similar al Carlos Stein, los carlistas habían descendido en mesa en 2020 pero lograron levantarse quedando 4° en la Tabla Acumulada clasificándose a los Play-Off, allí ganaría al Deportivo Llacuabamba por 2-1 y al Unión Comercio en penales, finalmente accedería a la Revalidación luego de ganar 2-1 ante al Sport Chavelines, ya en la Revalidación perdería la ida ante Binacional por 0-1 pero en la vuelta logró ganar también por la mínima y en los penales ganaron por 2-4 volviendo a primera. Luego del fallo del TAS, algunas informaciones decían de que ese ascenso sería anulado y se disputaría otra vez con la San Martín pero finalmente se decidió de que Carlos Stein, ganador de dicha revalidación conservaba su legítimo derecho obtenido en cancha, y recién a partir de ello se vio lo concerniente a la situación de Binacional y San Martín, que al final mantuvieron su categoría en la Liga1.
| Posición                        | Ascendidos de la Copa Perú y Liga2 2021                                                  |
| ------------------------------- | ---------------------------------------------------------------------------------------- |
| 1. 1º Final CP 2021             | ADT (Copa Perú 2021 Final) Asciende                                                      |
| 2. 2º 2D 2021 Ganad. Final      | Atlético Grau (Liga2 2021 Regular y Ganador Final 2021) Asciende                         |
| 3. 4º 2D 2021 Ganad. Revalidac. | FC Carlos Stein (Liga2 2021 Regular y Ganador Partidos de Revalidación 2D 2021) Asciende |

| Posición    | Descendidos a la Liga2 2022          |
| ----------- | ------------------------------------ |
| 17° 1D 2021 | Cusco FC (Liga2 2022) (D)            |
| 18° 1D 2021 | Alianza Universidad (Liga2 2022) (D) |

| Posición    | Devuelto por resolución Liga1 2022                                                           |
| ----------- | -------------------------------------------------------------------------------------------- |
| 15° 1D 2021 | Esc. Mun. Deportivo Binacional (Devuelto a Liga1 2022 por resolución del TAS). (Se Mantiene) |
| 16° 1D 2021 | Universidad San Martín (Devuelto a Liga1 2022 por resolución del TAS). (Se Mantiene)         |

## Equipos participantes

### Localización
Perú está dividido en 25 Departamentos, 10 están representados en el campeonato con por lo menos un equipo. El Departamento de Lima cuenta con la mayor cantidad de representantes (5 equipos), seguido de los Departamentos de Cajamarca, Callao, Junín, La Libertad y Piura (2 equipos).
| Lima        | 5 | Alianza Lima, Deportivo Municipal, Sporting Cristal, Universitario y Universidad San Martin | Alianza Lima Deportivo Municipal Sporting Cristal Universidad San Martín Universitario UTC Carlos A. Mannucci U. César VallejoAtlético GrauCarlos SteinFBC Melgar Ayacucho FCCienciano Cantolao Sport · Boys Sport Huancayo Alianza Atlético ADT Binacional Localización de los equipos de la Primera División 2022 |
| Cajamarca   | 2 | UTC y Carlos Stein                                                                          | Alianza Lima Deportivo Municipal Sporting Cristal Universidad San Martín Universitario UTC Carlos A. Mannucci U. César VallejoAtlético GrauCarlos SteinFBC Melgar Ayacucho FCCienciano Cantolao Sport · Boys Sport Huancayo Alianza Atlético ADT Binacional Localización de los equipos de la Primera División 2022 |
| Callao      | 2 | Academia Cantolao y Sport Boys                                                              | Alianza Lima Deportivo Municipal Sporting Cristal Universidad San Martín Universitario UTC Carlos A. Mannucci U. César VallejoAtlético GrauCarlos SteinFBC Melgar Ayacucho FCCienciano Cantolao Sport · Boys Sport Huancayo Alianza Atlético ADT Binacional Localización de los equipos de la Primera División 2022 |
| Junín       | 2 | ADT y Sport Huancayo                                                                        | Alianza Lima Deportivo Municipal Sporting Cristal Universidad San Martín Universitario UTC Carlos A. Mannucci U. César VallejoAtlético GrauCarlos SteinFBC Melgar Ayacucho FCCienciano Cantolao Sport · Boys Sport Huancayo Alianza Atlético ADT Binacional Localización de los equipos de la Primera División 2022 |
| La Libertad | 2 | Carlos A. Mannucci y Universidad César Vallejo                                              | Alianza Lima Deportivo Municipal Sporting Cristal Universidad San Martín Universitario UTC Carlos A. Mannucci U. César VallejoAtlético GrauCarlos SteinFBC Melgar Ayacucho FCCienciano Cantolao Sport · Boys Sport Huancayo Alianza Atlético ADT Binacional Localización de los equipos de la Primera División 2022 |
| Piura       | 2 | Alianza Atlético y Atlético Grau                                                            | Alianza Lima Deportivo Municipal Sporting Cristal Universidad San Martín Universitario UTC Carlos A. Mannucci U. César VallejoAtlético GrauCarlos SteinFBC Melgar Ayacucho FCCienciano Cantolao Sport · Boys Sport Huancayo Alianza Atlético ADT Binacional Localización de los equipos de la Primera División 2022 |
| Arequipa    | 1 | FBC Melgar                                                                                  | Alianza Lima Deportivo Municipal Sporting Cristal Universidad San Martín Universitario UTC Carlos A. Mannucci U. César VallejoAtlético GrauCarlos SteinFBC Melgar Ayacucho FCCienciano Cantolao Sport · Boys Sport Huancayo Alianza Atlético ADT Binacional Localización de los equipos de la Primera División 2022 |
| Ayacucho    | 1 | Ayacucho FC                                                                                 | Alianza Lima Deportivo Municipal Sporting Cristal Universidad San Martín Universitario UTC Carlos A. Mannucci U. César VallejoAtlético GrauCarlos SteinFBC Melgar Ayacucho FCCienciano Cantolao Sport · Boys Sport Huancayo Alianza Atlético ADT Binacional Localización de los equipos de la Primera División 2022 |
| Cusco       | 1 | Cienciano                                                                                   | Alianza Lima Deportivo Municipal Sporting Cristal Universidad San Martín Universitario UTC Carlos A. Mannucci U. César VallejoAtlético GrauCarlos SteinFBC Melgar Ayacucho FCCienciano Cantolao Sport · Boys Sport Huancayo Alianza Atlético ADT Binacional Localización de los equipos de la Primera División 2022 |
| Puno        | 1 | Deportivo Binacional                                                                        | Alianza Lima Deportivo Municipal Sporting Cristal Universidad San Martín Universitario UTC Carlos A. Mannucci U. César VallejoAtlético GrauCarlos SteinFBC Melgar Ayacucho FCCienciano Cantolao Sport · Boys Sport Huancayo Alianza Atlético ADT Binacional Localización de los equipos de la Primera División 2022 |

### Información de los equipos
| Equipo                    | Ciudad    | Entrenador         | Estadio                   | Aforo  | Estadio alternativo                                                                 | Proveedor    | Patrocinador principal (en la equipación)                        | Otros patrocinadores (en la equipación)                                                                                             |
| ------------------------- | --------- | ------------------ | ------------------------- | ------ | ----------------------------------------------------------------------------------- | ------------ | ---------------------------------------------------------------- | --- |
| Academia Cantolao         | Callao    | Alejandro Apud     | Miguel Grau               | 17 000 | 1 Alternativa Nacional                                                              | Verco        | Betgana Archivado el 13 de diciembre de 2021 en Wayback Machine. | 5 patrocinadores Triathlon Generade Onegol Rialsa Soluciones Médicas y Servicios                                                    |
| ADT                       | Tarma     | Franco Navarro     | Unión Tarma               | 9100   | 2 Alternativas Jauja Huancayo                                                       | Front        | Caja Huancayo                                                    | 7 patrocinadores Tinbet JK Limaylla Punto V El Rey - Pollos y Parrillas Transportes Salazar Gamer Evolution Perú Sporade            |
| Alianza Atlético Sullana  | Sullana   | Mario Viera        | Campeones del 36          | 12 000 | 3 Alternativas Melanio Coloma Miguel Grau Bernal                                    | Walon        | Caja Sullana                                                     | 3 patrocinadores Coolbet Sporade NobaVision                                                                                         |
| Alianza Lima              | Lima      | Guillermo Salas    | Alejandro Villanueva      | 33 938 | 1 Alternativa Nacional                                                              | Nike         | Marcadores247.com                                                | 6 patrocinadores Philips TV y Audio Conservas Arica Glory DFSK Apronax AndinaColor DoradoBet                                        |
| Atlético Grau             | Piura     | Gustavo Álvarez    | Municipal de Bernal       | 7000   | 4 Alternativas Olmos Miguel Grau Campeones del 36 Melanio Coloma                    | Walon        | Caja Piura                                                       | 7 patrocinadores Circus Servis Piura Sporade Civa Estación de Servicios San Jose Divlab Marka Group                                 |
| Ayacucho FC               | Ayacucho  | Édgar Ospina       | Ciudad de Cumaná          | 12 000 | 1 Alternativa Manuel Molina Robles                                                  | Real         | Cooperativa Santa María DoradoBet                                | 4 patrocinadores Sporade Club Gym Terra New Olymphic Direycom                                                                       |
| Carlos A. Mannucci        | Trujillo  | Jorge Pautasso     | Mansiche                  | 25 000 | 2 Alternativas Casa Grande Carlos Olivares                                          | New Athletic | UPAO                                                             | 8 patrocinadores DoradoBet Sporade Manucci Diesel Agua Fiel HS Lab Teatroupao.com Cinetica Línea                                    |
| Carlos Stein              | Jaén      | Javier Arce        | Víctor Montoya Segura     | 9000   | 4 Alternativas César Flores Marigorda La Juventud Francisco Mendoza Carlos Olivares | New Life     | Vidava‘s                                                         | 4 patrocinadores Sporade Tinbet Didácticos Yocusa Negocios Ipasa                                                                    |
| Cienciano                 | Cusco     | César Vigevani     | Inca Garcilaso de la Vega | 45 000 | 4 Alternativas Urcos Túpac Amaru Thomas E. Payne Espinar                            | New Athletic | Caja Huancayo                                                    | 3 patrocinadores DoradoBet Sporade Clínica Peruano Suiza                                                                            |
| Deportivo Binacional      | Juliaca   | Wilmar Valencia    | Guillermo Briceño         | 18 000 | 3 Alternativas Monumental UNA Enrique Torres Belón Rodolfo Ramos                    | New Athletic | DoradoBet                                                        | 4 patrocinadores Reumo Flex Sporade La granja Hatlin                                                                                |
| Deportivo Municipal       | Lima      | Juan Pajuelo       | Iván Elías Moreno         | 13 000 | 2 Alternativas Nacional Segundo Aranda Torres                                       | Walon        | Edificaciones Inmobiliarias                                      | 4 patrocinadores CoolBet Sporade JMT Fitness Market                                                                                 |
| FBC Melgar                | Arequipa  | Pablo Lavallén     | Monumental UNSA           | 60 000 | 2 Alternativas Melgar Guillermo Briceño                                             | Walon        | Betcris                                                          | 3 patrocinadores Gillette Saint-Gobain Mall Aventura                                                                                |
| Sport Boys                | Callao    | Juan Alayo         | Miguel Grau               | 17 000 | 1 Alternativa Nacional                                                              | Astro        | Minka                                                            | 4 patrocinadores eFootball 2022 Sporade DoradoBet Un                                                                                |
| Sport Huancayo            | Huancayo  | Mifflin Bermúdez   | Huancayo                  | 20 000 | 2 Alternativas Jauja Unión Tarma                                                    | New Athletic | Caja Huancayo                                                    | 4 patrocinadores Clínica Especializada Miranda DoradoBet Drytex Transporte Salazar                                                  |
| Sporting Cristal          | Lima      | Roberto Mosquera   | Alberto Gallardo          | 11 500 | 1 Alternativa Nacional                                                              | Adidas       | Caja Piura Cerveza Cristal                                       | 5 patrocinadores eFootball 2022 MG Motor Gatorade DoradoBet Alkofarma                                                               |
| Universidad César Vallejo | Trujillo  | José Del Solar     | Mansiche                  | 25 000 | 2 Alternativas Carlos Olivares Casa Grande                                          | Real         | UCV                                                              | 7 patrocinadores Caja Trujillo Sporade DoradoBet Guisa Medical Group Promant Caricatoons Audiovisual Megalodon Restaurant turístico |
| Universidad San Martín    | Lima      | Orlando Lavalle    | Monumental                | 80 000 | 4 Alternativas Alberto Gallardo Miguel Grau Nacional Alejandro Villanueva           | Shumawa      | DoradoBet                                                        | 3 patrocinadores MUR Sporade USMP                                                                                                   |
| UTC                       | Cajamarca | Marcelo Grioni     | Héroes de San Ramón       | 18 000 | 3 Alternativas Cristo el Señor Ramón Castilla El Frutillo                           | Amida        | Colegio Nivel A - Cajamarca                                      | 5 patrocinadores Del Cumbre Manantial Electrolight Tinbet Hidalgo y Bachini Radio Panorama Cajamarquino                             |
| Universitario             | Lima      | Carlos Compagnucci | Monumental                | 80 000 | 1 Alternativa Nacional                                                              | Marathon     | Marcadores247.com                                                | 5 patrocinadores eFootball 2022 Movilbus Inmunimed Solbet Cool                                                                      |

### Cambios de entrenadores
| Equipo                      | Entrenador (Jornadas)                     | Fecha de vacante         | Tipo de salida                                                      | Posición en la tabla   | Entrenador entrante          | Fecha de entrada         |
| --------------------------- | ----------------------------------------- | ------------------------ | ------------------------------------------------------------------- | ---------------------- | ---------------------------- | ------------------------ |
| Sport Boys                  | Ytalo Manzo (1-3)                         | 26 de febrero de 2022    | Destitución                                                         | 17.º                   | Walter Fiori                 | 4 de marzo de 2022       |
| Sport Boys                  | Walter Fiori (4-8)                        | 11 de abril de 2022      | Mutuo acuerdo                                                       | 18.º                   | Juan Alayo                   | 11 de abril de 2022      |
| Carlos A. Mannucci          | Enrique Maximiliano Meza (1-5)            | 7 de marzo de 2022       | Mutuo acuerdo                                                       | 19.º                   | Mario Saralegui              | 8 de marzo de 2022       |
| Carlos A. Mannucci          | Mario Saralegui ( 6 Apertura-4 Clausura)  | 28 de julio de 2022      | Mutuo acuerdo                                                       | 14.º                   | Jorge Pautasso               | 29 de julio de 2022      |
| Universidad San Martín      | Juan José Luvera (1-7)                    | 5 de abril de 2022       | Destitución                                                         | 19.º                   | Víctor Rivera                | 6 de abril de 2022       |
| Universidad San Martín      | Víctor Rivera (9 Apertura-12 Clausura)    | 19 de septiembre de 2022 | Destitución                                                         | 18.º                   | Orlando Lavalle              | 19 de septiembre de 2022 |
| Carlos Stein                | Jahir Butrón (1-8)                        | 8 de abril de 2022       | Destitución                                                         | 16.º                   | Tabaré Silva                 | 11 de abril de 2022      |
| Carlos Stein                | Tabaré Silva (10 Apertura-1 Clausura)     | 14 de julio de 2022      | Destitución                                                         | 18.º                   | Daniel Valderrama [interino] | 14 de julio de 2022      |
| Carlos Stein                | Daniel Valderrama [interino] (2 Clausura) | 18 de julio de 2022      | Fin de interinidad                                                  | 17.º                   | Tabaré Silva                 | 19 de julio de 2022      |
| Carlos Stein                | Tabaré Silva                              | 11 de septiembre de 2022 | Destitución                                                         | 19.º                   | Javier Arce                  | 12 de septiembre de 2022 |
| Universitario de Deportes   | Álvaro Gutiérrez (1-10)                   | 18 de abril de 2022      | Destitución                                                         | 6.º                    | Jorge Araujo [interino]      | 18 de abril de 2022      |
| Universitario de Deportes   | Jorge Araujo [interino] (11-16)           | 16 de junio de 2022      | Fin de interinidad                                                  | 7.º                    | Carlos Compagnucci           | 16 de junio de 2022      |
| UTC                         | Franco Navarro (1-11)                     | 27 de abril de 2022      | Destitución                                                         | 15.º                   | Marcelo Grioni               | 28 de abril de 2022      |
| Ayacucho FC                 | Alejandro Apud (1-15)                     | 29 de mayo de 2022       | Destitución                                                         | 18.º                   | Marcelo Vivas                | 9 de junio de 2022       |
| Ayacucho FC                 | Marcelo Vivas (16 Apertura-6 Clausura)    | 8 de agosto de 2022      | Destitución                                                         | 17.º                   | Édgar Ospina                 | 10 de agosto de 2022     |
| Academia Deportiva Cantolao | Carlos Silvestri (1-16)                   | 31 de mayo de 2022       | Mutuo Acuerdo                                                       | 19.º                   | Guillermo Estéves [interino] | 1 de junio de 2022       |
| Academia Deportiva Cantolao | Guillermo Estéves [interino] (17-19)      | 1 de julio de 2022       | Fin de interinidad                                                  | 16°                    | Alejandro Apud               | 2 de julio de 2022       |
| ADT                         | Juan Bazalar (1-18)                       | 27 de junio de 2022      | Destitución                                                         | 15.º                   | Franco Navarro               | 28 de junio de 2022      |
| Cienciano                   | Gerardo Ameli (1-19)                      | 2 de julio de 2022       | Mutuo acuerdo                                                       | 5.º                    | César Vigevani               | 2 de julio de 2022       |
| Cienciano                   | César Vigevani (1 Clausura-16 Clausura)   | 20 de octubre de 2022    | Mutuo acuerdo                                                       | 9.º                    | Jesús Cisneros [interino]    | 21 de octubre de 2022    |
| FBC Melgar                  | Néstor Lorenzo (1-19)                     | 3 de julio de 2022       | Mutuo acuerdo tras ser contratado como nuevo entrenador de Colombia | 1.º (Ganador Apertura) | Pablo Lavallén               | 4 de julio de 2022       |
| Sport Huancayo              | Carlos Desio (1 Apertura-5 Clausura)      | 10 de agosto de 2022     | Destitución                                                         | 14.º (Clausura)        | Mifflin Bermúdez             | 11 de agosto de 2022     |
| Alianza Lima                | Carlos Bustos                             | 11 de septiembre de 2022 | Mutuo acuerdo                                                       | 4.º                    | Guillermo Salas              | 11 de septiembre de 2022 |
| Deportivo Municipal         | Hernán Lisi                               | 12 de septiembre de 2022 | Mutuo acuerdo                                                       | 11.º                   | Juan Pajuelo                 | 13 de septiembre de 2022 |

### Cambios de localía
| Equipo                                       | Localía original | Localía original          | Fecha de cambio     | Nueva localía | Nueva localía             | Aforo  |
| -------------------------------------------- | ---------------- | ------------------------- | ------------------- | ------------- | ------------------------- | ------ |
| Universidad César Vallejo Carlos A. Mannucci | Guadalupe        | Carlos A. Olivares        | Fecha 2             | Trujillo      | Mansiche                  | 25 000 |
| Atlético Grau                                | Bernal           | Municipal de Bernal       | Fecha 6             | Olmos         | Francisco Mendoza Pizarro | 5000   |
| Atlético Grau                                | Olmos            | Francisco Mendoza Pizarro | Fecha 10            | Bernal        | Municipal de Bernal       | 7000   |
| Carlos Stein                                 | Lambayeque       | César Flores Marigorda    | Fecha 11            | Jaén          | Víctor Montoya Segura     | 9000   |
| Carlos Stein                                 | Jaén             | Víctor Montoya Segura     | Fecha 6 (Clausura)  | Olmos         | Francisco Mendoza Pizarro | 5000   |
| Carlos Stein                                 | Olmos            | Francisco Mendoza Pizarro | Fecha 10 (Clausura) | Jaén          | Víctor Montoya Segura     | 9000   |
| ADT                                          | Huancayo         | Huancayo                  | Fecha 17            | Tarma         | Unión Tarma               | 9100   |
| Alianza Atlético Sullana                     | Sullana          | Melanio Coloma            | Fecha 13 (Clausura) | Sullana       | Campeones del 36          | 12 000 |

### Jugadores extranjeros
| Equipo                    | Jugador 1           | Jugador 2           | Jugador 3           | Jugador 4          | Jugador 5         |
| ------------------------- | ------------------- | ------------------- | ------------------- | ------------------ | ----------------- |
| Academia Cantolao         | Christian Limousin  | Diego Morales       | Rodrigo Pastorini   | José Ramírez       | Gabriel Tellas    |
| Alianza Atlético          | Santiago Arias      | Roger Torres        | Maxi Amondarain     | Adrián Fernández   | Franco Zanelatto  |
| Alianza Lima              | Hernán Barcos       | Pablo Lavandeira    | Darlin Leiton       | Arley Rodríguez    | Gino Peruzzi      |
| ADT                       | Ignacio Barrios     | Kevin Serna         | Sebastián Ramírez   | Luis Barrios       | Facundo Rodríguez |
| Atlético Grau             | Delio Ojeda         | Daniel Franco       | Rodrigo Salinas     | Joel López Pissano | Fernando Márquez  |
| Ayacucho FC               | Nicolás Royón       | Eric Barrios        | Hugo Magallanes     | Cristian Techera   | Sebastián Gularte |
| Binacional                | Nicolás Marotta     | Carlos Arriola      | Yonatan Murillo     | Jacson Pita        | Santiago Silva    |
| Carlos A. Mannucci        | John Narváez        | Lucas Rodríguez     | Gustavo Viera       | Diego Chávez       | Nicolás Olivera   |
| Carlos Stein              | Maximiliano Freitas | Gabriel Leyes       | Michel Sosa         | Mathías Techera    |                   |
| Cienciano                 | Danilo Carando      | Nicolás Rinaldi     | Facundo Curuchet    | Fernando Guerrero  | Luciano Recalde   |
| Deportivo Municipal       | Roberto Ovelar      | Diego Melián        | Alexis Rodríguez    | Lucas Trejo        | Matías Pérez      |
| FBC Melgar                | Horacio Orzán       | Martín Pérez Guedes | Cristian Bordacahar | Bernardo Cuesta    | Leonel Galeano    |
| Sport Boys                | Alexis Blanco       | Luciano Nieto       | Mauro Guevgeozián   | Cristian Florez    |                   |
| Sport Huancayo            | Jimmy Valoyes       | Víctor Perlaza      | Carlos Ross         | Charles Monsalvo   | Diego Manicero    |
| Sporting Cristal          | Omar Merlo          | Leandro Sosa        | Juan Sánchez        | Diego Buonanotte   | Joffre Escobar    |
| Universidad César Vallejo | Abdiel Arroyo       | Arquímedes Figuera  | Jairo Vélez         | Yorley Mena        |                   |
| Universidad San Martín    | Alejandro González  | Carlos Arroyo       | Gonzalo Verón       | Daniel Camacho     |                   |
| UTC                       | Gaspar Gentile      | Nicolás Ortíz       | Santiago Pallares   | Facundo Peraza     | Jhon Marchán      |
| Universitario             | Alberto Quintero    | Hernán Novick       | Federico Alonso     | Luis Urruti        | Claudio Yacob     |

## Torneo Apertura

### Tabla de posiciones
| Pos. | Equipo                    | Pts. | PJ | G  | E | P  | GF | GC | Dif. | Clasificación           |
| ---- | ------------------------- | ---- | -- | -- | - | -- | -- | -- | ---- | ----------------------- |
| 1    | FBC Melgar (G)            | 41   | 18 | 13 | 2 | 3  | 23 | 11 | +12  | Avanza a los Play-offs. |
| 2    | Sport Huancayo            | 40   | 18 | 12 | 4 | 2  | 35 | 18 | +17  |                         |
| 3    | Sporting Cristal          | 38   | 18 | 11 | 5 | 2  | 35 | 20 | +15  |                         |
| 4    | Alianza Lima              | 33   | 18 | 10 | 3 | 5  | 28 | 16 | +12  |                         |
| 5    | Cienciano                 | 32   | 18 | 9  | 5 | 4  | 37 | 22 | +15  |                         |
| 6    | Deportivo Binacional      | 31   | 18 | 10 | 1 | 7  | 24 | 19 | +5   |                         |
| 7    | Universidad César Vallejo | 30   | 18 | 8  | 6 | 4  | 25 | 15 | +10  |                         |
| 8    | Alianza Atlético          | 30   | 18 | 9  | 3 | 6  | 26 | 27 | −1   |                         |
| 9    | Universitario             | 28   | 18 | 8  | 4 | 6  | 24 | 19 | +5   |                         |
| 10   | Deportivo Municipal       | 25   | 18 | 7  | 4 | 7  | 30 | 36 | −6   |                         |
| 11   | UTC                       | 20   | 18 | 6  | 2 | 10 | 29 | 32 | −3   |                         |
| 12   | Carlos A. Mannucci        | 20   | 18 | 5  | 5 | 8  | 19 | 22 | −3   |                         |
| 13   | Atlético Grau             | 18   | 18 | 4  | 6 | 8  | 20 | 23 | −3   |                         |
| 14   | Sport Boys                | 18   | 18 | 5  | 3 | 10 | 17 | 32 | −15  |                         |
| 15   | ADT                       | 16   | 18 | 3  | 7 | 8  | 14 | 24 | −10  |                         |
| 16   | Academia Cantolao         | 15   | 18 | 4  | 3 | 11 | 18 | 32 | −14  |                         |
| 17   | Universidad San Martín    | 15   | 18 | 4  | 3 | 11 | 21 | 37 | −16  |                         |
| 18   | Carlos Stein              | 14   | 18 | 3  | 5 | 10 | 18 | 31 | −13  |                         |
| 19   | Ayacucho FC               | 12   | 18 | 3  | 3 | 12 | 25 | 32 | −7   |                         |

 Fuente: FPF
|  | Clasificado a a los Play-offs del Campeonato |

## Torneo Clausura

### Tabla de posiciones
| Pos. | Equipo                    | Pts. | PJ | G  | E | P  | GF | GC | Dif. | Clasificación           |
| ---- | ------------------------- | ---- | -- | -- | - | -- | -- | -- | ---- | ----------------------- |
| 1    | Alianza Lima (G)          | 42   | 18 | 13 | 3 | 2  | 31 | 10 | +21  | Avanza a los Play-offs. |
| 2    | Sporting Cristal          | 41   | 18 | 12 | 5 | 1  | 39 | 17 | +22  |                         |
| 3    | Atlético Grau             | 37   | 18 | 11 | 4 | 3  | 30 | 19 | +11  |                         |
| 4    | Universitario             | 33   | 18 | 9  | 6 | 3  | 26 | 10 | +16  |                         |
| 5    | FBC Melgar                | 33   | 18 | 10 | 3 | 5  | 31 | 18 | +13  |                         |
| 6    | Universidad César Vallejo | 33   | 18 | 10 | 3 | 5  | 25 | 24 | +1   |                         |
| 7    | UTC                       | 28   | 18 | 8  | 4 | 6  | 28 | 24 | +4   |                         |
| 8    | Sport Huancayo            | 27   | 18 | 8  | 3 | 7  | 26 | 19 | +7   |                         |
| 9    | Alianza Atlético          | 27   | 18 | 8  | 3 | 7  | 23 | 21 | +2   |                         |
| 10   | Deportivo Binacional      | 26   | 18 | 8  | 2 | 8  | 28 | 19 | +9   |                         |
| 11   | Cienciano                 | 25   | 18 | 7  | 4 | 7  | 24 | 23 | +1   |                         |
| 12   | ADT                       | 24   | 18 | 6  | 6 | 6  | 25 | 25 | 0    |                         |
| 13   | Sport Boys                | 21   | 18 | 6  | 3 | 9  | 23 | 31 | −8   |                         |
| 14   | Deportivo Municipal       | 20   | 18 | 5  | 5 | 8  | 20 | 29 | −9   |                         |
| 15   | Academia Cantolao         | 19   | 18 | 4  | 7 | 7  | 19 | 22 | −3   |                         |
| 16   | Ayacucho FC               | 14   | 18 | 3  | 5 | 10 | 16 | 28 | −12  |                         |
| 17   | Carlos A. Mannucci        | 13   | 18 | 3  | 4 | 11 | 13 | 33 | −20  |                         |
| 18   | Carlos Stein              | 6    | 18 | 1  | 3 | 14 | 18 | 43 | −25  |                         |
| 19   | Universidad San Martín    | 6    | 18 | 1  | 3 | 14 | 17 | 47 | −30  |                         |

 Fuente: FPF
|  | Clasificado a a los Play-offs del Campeonato |

## Tabla Acumulada
| Pos. | Equipo                     | Pts. | PJ | G  | E  | P  | GF | GC | Dif. | Clasificación o descenso             |
| ---- | -------------------------- | ---- | -- | -- | -- | -- | -- | -- | ---- | ------------------------------------ |
| 1    | Sporting Cristal           | 79   | 36 | 23 | 10 | 3  | 74 | 37 | +37  | Play-offs y Copa Libertadores 2023.  |
| 2    | Alianza Lima (C)           | 77   | 36 | 23 | 6  | 7  | 59 | 26 | +33  | Play-offs y Copa Libertadores 2023.  |
| 3    | FBC Melgar                 | 74   | 36 | 23 | 5  | 8  | 54 | 29 | +25  | Play-offs y Copa Libertadores 2023.  |
| 4    | Sport Huancayo             | 67   | 36 | 20 | 7  | 9  | 61 | 37 | +24  | Fase 1 de la Copa Libertadores 2023. |
| 5    | Universitario              | 61   | 36 | 17 | 10 | 9  | 50 | 29 | +21  | Fase 1 de la Copa Sudamericana 2023. |
| 6    | Universidad César Vallejo  | 60   | 36 | 18 | 9  | 9  | 50 | 39 | +11  | Fase 1 de la Copa Sudamericana 2023. |
| 7    | Cienciano                  | 57   | 36 | 16 | 9  | 11 | 61 | 45 | +16  | Fase 1 de la Copa Sudamericana 2023. |
| 8    | Deportivo Binacional       | 57   | 36 | 18 | 3  | 15 | 52 | 38 | +14  | Fase 1 de la Copa Sudamericana 2023. |
| 9    | Alianza Atlético           | 57   | 36 | 17 | 6  | 13 | 49 | 48 | +1   |                                      |
| 10   | Atlético Grau              | 55   | 36 | 15 | 10 | 11 | 50 | 42 | +8   |                                      |
| 11   | UTC                        | 48   | 36 | 14 | 6  | 16 | 57 | 56 | +1   |                                      |
| 12   | Deportivo Municipal        | 41   | 36 | 12 | 9  | 15 | 50 | 65 | −15  |                                      |
| 13   | ADT                        | 40   | 36 | 9  | 13 | 14 | 39 | 49 | −10  |                                      |
| 14   | Academia Cantolao          | 34   | 36 | 8  | 10 | 18 | 37 | 54 | −17  |                                      |
| 15   | Carlos A. Mannucci         | 33   | 36 | 8  | 9  | 19 | 32 | 55 | −23  |                                      |
| 16   | Sport Boys                 | 32   | 36 | 11 | 6  | 19 | 40 | 63 | −23  |                                      |
| 17   | Ayacucho FC (D)            | 27   | 36 | 6  | 8  | 22 | 41 | 60 | −19  | Revalidación                         |
| 18   | Universidad San Martín (D) | 21   | 36 | 5  | 6  | 25 | 38 | 84 | −46  | Liga 2 2023                          |
| 19   | Carlos Stein (D)           | 18   | 36 | 4  | 8  | 24 | 36 | 74 | −38  | Liga 2 2023                          |

 Fuente: FPF
Notas:
1. ↑  Alianza Lima obtuvo una bonificación de dos puntos (+2) por ser el campeón del Torneo de Promoción y Reserva de 2022.
2. ↑  Reducción de tres puntos (-3) a Universidad César Vallejo, según Resolución N° 046-CCL-FPF-2022,[11] Resolución N° 058-CCL-FPF-2022[12] y Resolución N° 079-CCL-FPF-2022.[13]
3. ↑  Reducción de cuatro puntos (-4) a Deportivo Municipal, según Resolución N° 063-CCL-FPF-2022,[14] N° 092-CCL-FPF-2022 y N° 095-CCL-FPF-2022.
4. ↑  Reducción de siete puntos (-7) a Sport Boys, según Resolución  033-CCL-FPF-2022, 037-CCL-FPF-2022, 010-TL-FPF-2022 y 080-CL-FPF-2022
5. ↑  Ayacucho FC obtuvo una bonificación de un punto (+1) por ser el subcampeón del Torneo de Promoción y Reserva de 2022.
6. ↑  Reducción de dos puntos (-2) a Carlos Stein, según Resolución N° 048-CCL-FPF-2022[15] y Resolución N° 059-CCL-FPF-2022.[16]

### Evolución de la clasificación
| Torneo                 | Apertura | Apertura | Apertura | Apertura | Apertura | Apertura | Apertura | Apertura | Apertura | Apertura | Apertura | Apertura | Apertura | Apertura | Apertura | Apertura | Apertura | Apertura | Apertura | Clausura | Clausura | Clausura | Clausura | Clausura | Clausura | Clausura | Clausura | Clausura | Clausura | Clausura | Clausura | Clausura | Clausura | Clausura | Clausura | Clausura | Clausura | Clausura |
| Jornada/ Equipo        | 1        | 2        | 3        | 4        | 5        | 6        | 7        | 8        | 9        | 10       | 11       | 12       | 13       | 14       | 15       | 16       | 17       | 18       | 19       | 20       | 21       | 22       | 23       | 24       | 25       | 26       | 27       | 28       | 29       | 30       | 31       | 32       | 33       | 34       | 35       | 36       | 37       | 38       |
| Jornada/ Equipo        |          |          |          |          |          |          |          |          |          |          |          |          |          |          |          |          |          |          |          |          |          |          |          |          |          |          |          |          |          |          |          |          |          |          |          |          |          |          |
| ---------------------- | -------- | -------- | -------- | -------- | -------- | -------- | -------- | -------- | -------- | -------- | -------- | -------- | -------- | -------- | -------- | -------- | -------- | -------- | -------- | -------- | -------- | -------- | -------- | -------- | -------- | -------- | -------- | -------- | -------- | -------- | -------- | -------- | -------- | -------- | -------- | -------- | -------- | -------- |
| Sporting Cristal       | 18       | 14       | 16       | 11       | 8        | 9        | 11       | 8        | 10       | 8        | 7        | 6        | 5        | 3        | 5        | 4        | 3        | 3        | 3        | 2        | 1        | 2        | 1        | 2        | 2        | 2        | 2        | 2        | 1        | 1        | 1        | 1        | 1        | 1        | 1        | 2        | 1        | 1        |
| Alianza Lima 2 3       | 6        | 10       | 5        | 8        | 13       | 14       | 15       | 15       | 13       | 12       | 10       | 9        | 8        | 6        | 4        | 3        | 4        | 4        | 4        | 4        | 4        | 3        | 3        | 3        | 4        | 5        | 3        | 3        | 5        | 4        | 3        | 3        | 3        | 3        | 3        | 3        | 2        | 2        |
| FBC Melgar 3 5         | 4        | 4        | 10       | 14       | 16       | 12       | 10       | 7        | 9        | 7        | 6        | 4        | 2        | 1        | 1        | 1        | 1        | 1        | 1        | 1        | 2        | 1        | 2        | 1        | 1        | 1        | 1        | 1        | 2        | 2        | 2        | 2        | 2        | 2        | 2        | 1        | 3        | 3        |
| Sport Huancayo 2       | 5        | 2        | 1        | 1        | 2        | 3        | 3        | 5        | 4        | 2        | 1        | 2        | 1        | 2        | 3        | 2        | 2        | 2        | 2        | 3        | 3        | 4        | 4        | 4        | 5        | 3        | 4        | 4        | 3        | 3        | 4        | 4        | 4        | 4        | 4        | 4        | 4        | 4        |
| Universitario          | 1        | 1        | 2        | 2        | 4        | 4        | 6        | 6        | 5        | 6        | 8        | 7        | 4        | 5        | 7        | 7        | 8        | 9        | 9        | 9        | 8        | 8        | 8        | 9        | 9        | 9        | 9        | 9        | 7        | 6        | 6        | 5        | 5        | 5        | 6        | 6        | 5        | 5        |
| Univ. César Vallejo 5  | 11       | 12       | 7        | 10       | 12       | 11       | 9        | 9        | 7        | 10       | 11       | 11       | 10       | 11       | 11       | 10       | 9        | 8        | 7        | 7        | 7        | 7        | 6        | 6        | 6        | 7        | 7        | 8        | 9        | 9        | 8        | 7        | 6        | 6        | 5        | 5        | 6        | 6        |
| Cienciano              | 10       | 3        | 6        | 7        | 5        | 6        | 4        | 4        | 3        | 1        | 4        | 5        | 7        | 7        | 6        | 6        | 6        | 5        | 5        | 5        | 5        | 5        | 5        | 5        | 3        | 4        | 5        | 5        | 4        | 5        | 5        | 6        | 7        | 7        | 8        | 9        | 8        | 7        |
| Deportivo Binacional 1 | 13       | 5        | 11       | 5        | 9        | 5        | 5        | 1        | 2        | 4        | 2        | 3        | 6        | 8        | 8        | 8        | 7        | 7        | 6        | 6        | 6        | 6        | 7        | 7        | 7        | 6        | 6        | 7        | 6        | 7        | 7        | 8        | 8        | 9        | 9        | 10       | 9        | 8        |
| Alianza Atlético       | 12       | 6        | 3        | 3        | 1        | 1        | 2        | 3        | 6        | 5        | 3        | 1        | 3        | 4        | 2        | 5        | 5        | 6        | 8        | 8        | 9        | 9        | 9        | 8        | 8        | 8        | 8        | 6        | 8        | 8        | 9        | 9        | 9        | 8        | 7        | 7        | 10       | 9        |
| Atlético Grau          | 7        | 13       | 15       | 9        | 6        | 7        | 7        | 11       | 11       | 9        | 9        | 10       | 11       | 10       | 10       | 11       | 12       | 13       | 13       | 15       | 13       | 12       | 11       | 11       | 11       | 10       | 10       | 10       | 10       | 10       | 10       | 10       | 10       | 10       | 10       | 8        | 7        | 10       |
| UTC                    | 3        | 8        | 9        | 12       | 7        | 10       | 13       | 13       | 14       | 14       | 14       | 13       | 15       | 14       | 14       | 12       | 11       | 12       | 11       | 12       | 11       | 11       | 12       | 12       | 12       | 15       | 13       | 14       | 14       | 12       | 11       | 11       | 11       | 11       | 11       | 11       | 11       | 11       |
| Deportivo Municipal    | 2        | 9        | 4        | 4        | 3        | 2        | 1        | 2        | 1        | 3        | 5        | 8        | 9        | 9        | 9        | 9        | 10       | 10       | 10       | 10       | 10       | 10       | 10       | 10       | 10       | 11       | 11       | 11       | 11       | 11       | 12       | 12       | 12       | 12       | 13       | 13       | 13       | 12       |
| ADT                    | 8        | 11       | 12       | 16       | 11       | 8        | 8        | 12       | 8        | 11       | 12       | 12       | 12       | 13       | 13       | 15       | 15       | 15       | 14       | 13       | 14       | 15       | 15       | 13       | 13       | 12       | 12       | 13       | 13       | 13       | 13       | 13       | 13       | 13       | 12       | 12       | 12       | 13       |
| Academia Cantolao      | 19       | 19       | 19       | 19       | 18       | 17       | 18       | 18       | 19       | 19       | 19       | 19       | 19       | 19       | 19       | 19       | 19       | 19       | 16       | 16       | 15       | 16       | 16       | 16       | 16       | 16       | 16       | 16       | 16       | 16       | 16       | 16       | 16       | 16       | 15       | 14       | 14       | 14       |
| Carlos A. Mannucci 4   | 17       | 17       | 18       | 18       | 19       | 18       | 14       | 14       | 15       | 15       | 17       | 16       | 17       | 17       | 15       | 13       | 13       | 11       | 12       | 11       | 12       | 14       | 14       | 15       | 15       | 14       | 15       | 15       | 15       | 15       | 15       | 14       | 15       | 15       | 14       | 15       | 15       | 15       |
| Sport Boys             | 16       | 16       | 17       | 15       | 14       | 15       | 17       | 17       | 18       | 16       | 16       | 14       | 13       | 12       | 12       | 14       | 14       | 14       | 15       | 14       | 16       | 13       | 13       | 14       | 14       | 13       | 14       | 12       | 12       | 14       | 14       | 15       | 14       | 14       | 16       | 16       | 16       | 16       |
| Ayacucho               | 15       | 7        | 13       | 6        | 10       | 13       | 12       | 10       | 12       | 13       | 13       | 15       | 14       | 16       | 17       | 18       | 18       | 18       | 19       | 19       | 19       | 19       | 19       | 19       | 19       | 19       | 19       | 19       | 18       | 18       | 17       | 17       | 17       | 17       | 17       | 17       | 17       | 17       |
| Univ. San Martín 1     | 14       | 18       | 14       | 17       | 17       | 19       | 19       | 19       | 16       | 17       | 18       | 18       | 18       | 18       | 18       | 16       | 16       | 16       | 17       | 17       | 18       | 18       | 18       | 18       | 17       | 17       | 17       | 17       | 17       | 17       | 18       | 18       | 18       | 18       | 18       | 18       | 18       | 18       |
| Carlos Stein 4         | 9        | 15       | 8        | 13       | 15       | 16       | 16       | 16       | 17       | 18       | 15       | 17       | 16       | 15       | 16       | 17       | 17       | 17       | 18       | 18       | 17       | 17       | 17       | 17       | 18       | 18       | 18       | 18       | 19       | 19       | 19       | 19       | 19       | 19       | 19       | 19       | 19       | 19       |

     Equipo libre de la fecha.
- 1 Posiciones de Deportivo Binacional y Universidad San Martín de la fecha 1 a la 7 con un partido pendiente entre ambos correspondiente a la Fecha 1 del Torneo Apertura.
- 2 Posiciones de Alianza Lima y Sport Huancayo de la fecha 8 a la 16 con un partido pendiente entre ambos correspondiente a la Fecha 8 del Torneo Apertura.
- 3 Posiciones de Alianza Lima y FBC Melgar de la fecha 25 a la 31 con un partido pendiente entre ambos correspondiente a la Fecha 6 del Torneo Clausura.
- 4 Posiciones de Carlos Stein y Carlos A. Mannucci de la fecha 25 a la 31 con un partido pendiente entre ambos correspondiente a la Fecha 6 del Torneo Clausura.
- 5 Posiciones de César Vallejo y FBC Melgar de la fecha 29 a la 31 con un partido pendiente entre ambos correspondiente a la Fecha 10 del Torneo Clausura.

### Tabla de resultados cruzados
| Local \ Visitante         | ACA | AAS | ALI | ADT | AGR | AYA | CMA | CST | CIE | BIN | DMU | MEL | SBA | HUA | CRI | UCV | USM | UTC | UNI |
| ------------------------- | --- | --- | --- | --- | --- | --- | --- | --- | --- | --- | --- | --- | --- | --- | --- | --- | --- | --- | --- |
| Academia Cantolao         | —   | 1–3 | 1–2 | 3–0 | 1–2 | 1–1 | 3–2 | 3–2 | 3–1 | 1–0 | 0–2 | 0–1 | 0–1 | 0–2 | 2–2 | 0–1 | 2–2 | 0–0 | 0–3 |
| Alianza Atlético          | 3–1 | —   | 4–2 | 2–2 | 4–1 | 2–1 | 0–0 | 2–1 | 1–0 | 2–0 | 2–2 | 0–0 | 1–2 | 1–0 | 0–2 | 3–0 | 3–1 | 1–0 | 2–2 |
| Alianza Lima              | 0–0 | 1–0 | —   | 2–0 | 1–1 | 2–0 | 3–1 | 5–2 | 1–0 | 2–0 | 4–1 | 2–0 | 3–1 | 1–0 | 0–1 | 2–0 | 5–0 | 1–0 | 0–2 |
| ADT                       | 2–1 | 1–2 | 1–1 | —   | 1–1 | 0–0 | 2–1 | 1–0 | 0–1 | 1–0 | 2–3 | 1–1 | 3–0 | 1–0 | 1–1 | 0–0 | 4–1 | 1–2 | 1–1 |
| Atlético Grau             | 1–0 | 1–2 | 1–2 | 4–1 | —   | 3–0 | 2–1 | 0–0 | 1–2 | 3–1 | 2–1 | 2–1 | 3–0 | 3–4 | 0–2 | 1–1 | 1–0 | 3–1 | 0–1 |
| Ayacucho FC               | 1–2 | 2–0 | 0–1 | 1–2 | 1–2 | —   | 2–2 | 2–1 | 0–1 | 2–3 | 1–1 | 0–1 | 1–1 | 1–1 | 0–1 | 0–1 | 5–0 | 3–2 | 1–2 |
| Carlos A. Mannucci        | 0–0 | 2–2 | 0–1 | 1–1 | 1–0 | 0–1 | —   | 1–0 | 0–2 | 2–1 | 1–1 | 0–1 | 0–0 | 0–1 | 1–3 | 0–0 | 3–2 | 0–2 | 0–0 |
| Carlos Stein              | 2–1 | 0–1 | 1–2 | 0–0 | 1–1 | 2–2 | 1–2 | —   | 2–2 | 2–3 | 1–4 | 0–2 | 3–2 | 0–1 | 1–1 | 1–2 | 1–1 | 2–0 | 2–1 |
| Cienciano                 | 1–0 | 5–0 | 0–2 | 0–0 | 2–2 | 3–1 | 2–0 | 6–2 | —   | 1–1 | 4–2 | 2–2 | 4–1 | 0–1 | 0–1 | 2–0 | 5–3 | 3–2 | 1–0 |
| Deportivo Binacional      | 5–0 | 2–0 | 1–0 | 0–1 | 1–1 | 4–1 | 2–1 | 3–0 | 3–2 | —   | 2–0 | 0–1 | 3–0 | 1–0 | 1–1 | 3–0 | 4–0 | 2–0 | 1–0 |
| Deportivo Municipal       | 1–0 | 0–1 | 0–3 | 1–0 | 1–1 | 3–2 | 1–0 | 1–1 | 0–0 | 1–0 | —   | 1–3 | 2–2 | 0–1 | 0–3 | 1–4 | 2–1 | 1–2 | 2–1 |
| FBC Melgar                | 3–1 | 0–1 | 1–0 | 3–0 | 1–0 | 3–0 | 1–0 | 3–0 | 1–0 | 2–1 | 6–2 | —   | 3–0 | 1–0 | 0–1 | 1–0 | 2–1 | 1–0 | 2–0 |
| Sport Boys                | 1–0 | 2–0 | 0–0 | 2–1 | 2–1 | 1–0 | 1–4 | 2–1 | 2–1 | 1–3 | 1–2 | 0–1 | —   | 2–3 | 3–5 | 1–2 | 2–0 | 3–0 | 0–1 |
| Sport Huancayo            | 1–1 | 4–1 | 2–0 | 1–1 | 1–1 | 0–1 | 4–0 | 2–1 | 3–3 | 1–0 | 2–1 | 3–0 | 3–1 | —   | 1–0 | 1–1 | 3–2 | 4–0 | 2–0 |
| Sporting Cristal          | 2–2 | 1–0 | 0–0 | 4–2 | 1–2 | 3–2 | 4–0 | 3–2 | 4–1 | 1–0 | 6–4 | 2–2 | 3–0 | 4–3 | —   | 0–0 | 4–1 | 3–2 | 0–0 |
| Universidad César Vallejo | 0–1 | 3–1 | 3–2 | 3–2 | 0–1 | 2–1 | 4–1 | 3–0 | 0–0 | 4–0 | 1–1 | 3–2 | 1–1 | 2–1 | 2–0 | —   | 2–0 | 3–1 | 1–0 |
| Universidad San Martín    | 1–3 | 1–0 | 0–1 | 2–0 | 1–2 | 3–3 | 1–3 | 3–1 | 1–2 | 0–1 | 1–1 | 2–0 | 2–0 | 1–1 | 1–2 | 1–1 | —   | 1–5 | 0–4 |
| UTC                       | 2–2 | 2–1 | 1–1 | 2–2 | 0–0 | 2–1 | 1–2 | 4–0 | 2–1 | 2–0 | 4–3 | 3–1 | 2–1 | 3–4 | 0–2 | 4–0 | 3–1 | —   | 1–1 |
| Universitario             | 1–1 | 3–1 | 1–4 | 2–1 | 2–0 | 2–1 | 3–0 | 2–0 | 1–1 | 2–0 | 0–1 | 1–1 | 1–1 | 2–0 | 1–1 | 3–0 | 3–0 | 1–0 | —   |

## Play-offs
Los play-offs son la última etapa del campeonato. Participan los ganadores de los dos torneos y los dos primeros en la Tabla Acumulada, en eliminatorias de ida y vuelta, si un ganador de los torneos cortos también está entre los dos primeros del Acumulado, pasa directamente a la Final y si ambos ganadores hubiesen sido los dos primeros del Acumulado, se hubiese jugado directamente la Final entre ellos. En caso un equipo hubiese ganado los dos torneos, se hubiese proclamado campeón automáticamente.
Esta etapa se realizó en el mes de noviembre.

### Equipos clasificados
| Equipo           | Método de clasificación       | Fecha del registro |
| ---------------- | ----------------------------- | ------------------ |
| FBC Melgar       | Ganador del Torneo Apertura   | 3 de julio         |
| Alianza Lima     | Ganador del Torneo Clausura   | 30 de octubre      |
| Alianza Lima     | Segundo en la tabla acumulada | 30 de octubre      |
| Sporting Cristal | Primero en la tabla acumulada | 30 de octubre      |

### Desarrollo
|  | Semifinales        | Semifinales        | Semifinales        | Semifinales        |   |   | Final               | Final               | Final               | Final               |  |
|  | 2 y 6 de noviembre | 2 y 6 de noviembre | 2 y 6 de noviembre | 2 y 6 de noviembre |   |   | 9 y 12 de noviembre | 9 y 12 de noviembre | 9 y 12 de noviembre | 9 y 12 de noviembre |  |
|  |                    |                    |                    |                    |   |   |                     |                     |                     |                     |  |
|  |                    |                    |                    |                    |   |   |                     |                     |                     |                     |  |
|  |                    |                    |                    |                    |   |   |                     |                     |                     |                     |  |
|  |                    |                    |                    |                    |   |   |                     |                     |                     |                     |  |
|  |                    |                    |                    |                    |   |   |                     |                     |                     |                     |  |
|  |                    | Alianza Lima       | 0                  | 2                  | 2 |   |                     |                     |                     |                     |  |
|  |                    |                    |                    |                    | 2 |   |                     |                     |                     |                     |  |
|  |                    |                    | FBC Melgar         | 1                  | 0 | 1 |                     |                     |                     |                     |  |
|  | Sporting Cristal   | 0                  | FBC Melgar         | 1                  | 0 | 1 | 0                   | 0                   |                     |                     |  |
|  | Sporting Cristal   | 0                  |                    |                    |   |   | 0                   | 0                   |                     |                     |  |
|  | FBC Melgar         | 2                  | 2                  | 4                  |   |   |                     |                     |                     |                     |  |
|  | FBC Melgar         | 2                  | 2                  | 4                  |   |   |                     |                     |                     |                     |  |
|  |                    |                    |                    |                    |   |   |                     |                     |                     |                     |  |

Nota: El equipo que ocupa la primera línea es el que define la serie como local.

#### Semifinal
Ida
| 2 de noviembre, 15:00 | FBC Melgar       | 2:0 (0:0) | Sporting Cristal | Estadio Monumental de la UNSA, Arequipa |                         |
|                       | Iberico 65', 78' | Reporte   |                  | Árbitro(s): Bruno Pérez                 | Árbitro(s): Bruno Pérez |

Vuelta
| 6 de noviembre, 15:00 | Sporting Cristal | 0:2 (0:0) | FBC Melgar               | Estadio Nacional, Lima    |                           |
|                       |                  | Reporte   | Cuesta 52' · Iberico 84' | Árbitro(s): Edwin Ordóñez | Árbitro(s): Edwin Ordóñez |

#### Final
Ida
| 9 de noviembre, 15:00 | FBC Melgar         | 1:0 (0:0) | Alianza Lima | Estadio Monumental de la UNSA, Arequipa |                              |
|                       | Vílchez 75' (a.g.) | Reporte   |              | Árbitro(s): Michael Espinoza            | Árbitro(s): Michael Espinoza |

| 12         | POR        | Carlos Cáceda            |     |
| 4          | DEF        | Alejandro Ramos Castillo |     |
| 5          | DEF        | Alec Deneumostier        |     |
| 2          | DEF        | Leonel Galeano           |     |
| 19         | DEF        | Paolo Reyna              |     |
| 22         | MED        | Horacio Orzán            | 74' |
| 28         | MED        | Alexis Arias             | 66' |
| 11         | MED        | Martín Pérez Guedes      | 87' |
| 7          | DEL        | Cristian Bordacahar      | 87' |
| 9          | DEL        | Bernardo Cuesta          |     |
| 16         | DEL        | Luis Iberico             |     |
| Entrenador | Entrenador | Pablo Lavallén           |     |

| 1          | POR        | Ángelo Campos      |     |
| 13         | DEF        | Ricardo Lagos      |     |
| 6          | DEF        | Pablo Míguez       |     |
| 3          | DEF        | Yordi Vílchez      |     |
| 30         | DEF        | Gino Peruzzi       |     |
| 7          | MED        | Pablo Lavandeira   | 63' |
| 21         | MED        | Josepmir Ballón    |     |
| 22         | MED        | Aldair Rodríguez   |     |
| 27         | DEL        | Oswaldo Valenzuela | 76' |
| 17         | DEL        | Jairo Concha       | 46' |
| 9          | DEL        | Hernán Barcos      | 87' |
| Entrenador | Entrenador | Guillermo Salas    |     |

| 26 | MED | Kenji Cabrera          | 66' |
| 24 | MED | Walter Tandazo         | 74' |
| 18 | DEL | Nicolás Figueroa       | 87' |
| 17 | MED | Jean Pierre Archimbaud | 87' |

| 8  | MED | Miguel Cornejo | 82' |
| 18 | MED | Óscar Pinto    | 83' |

| a.g.' | 75' | Yordi Vílchez | 1:0 |

| Amonestado | 43' | Horacio Orzán  |
| Amonestado | 68' | Kenji Cabrera  |
| Amonestado | 85' | Leonel Galeano |

| Amonestado | 17' | Pablo Lanvadeira |
| Amonestado | 62' | Aldair Rodríguez |
| Amonestado | 81' | Angelo Campos    |

| Árbitro             | Michael Espinoza |
| Árbitros asistentes | Alberth Alarcon  |
| Árbitros asistentes | Alex Valdiviezo  |
| Cuarto árbitro      | Jesús Cartagena  |

| 12         | POR        | Carlos Cáceda            |     |
| 4          | DEF        | Alejandro Ramos Castillo |     |
| 5          | DEF        | Alec Deneumostier        |     |
| 2          | DEF        | Leonel Galeano           |     |
| 19         | DEF        | Paolo Reyna              |     |
| 22         | MED        | Horacio Orzán            | 74' |
| 28         | MED        | Alexis Arias             | 66' |
| 11         | MED        | Martín Pérez Guedes      | 87' |
| 7          | DEL        | Cristian Bordacahar      | 87' |
| 9          | DEL        | Bernardo Cuesta          |     |
| 16         | DEL        | Luis Iberico             |     |
| Entrenador | Entrenador | Pablo Lavallén           |     |

| 1          | POR        | Ángelo Campos      |     |
| 13         | DEF        | Ricardo Lagos      |     |
| 6          | DEF        | Pablo Míguez       |     |
| 3          | DEF        | Yordi Vílchez      |     |
| 30         | DEF        | Gino Peruzzi       |     |
| 7          | MED        | Pablo Lavandeira   | 63' |
| 21         | MED        | Josepmir Ballón    |     |
| 22         | MED        | Aldair Rodríguez   |     |
| 27         | DEL        | Oswaldo Valenzuela | 76' |
| 17         | DEL        | Jairo Concha       | 46' |
| 9          | DEL        | Hernán Barcos      | 87' |
| Entrenador | Entrenador | Guillermo Salas    |     |

| 26 | MED | Kenji Cabrera          | 66' |
| 24 | MED | Walter Tandazo         | 74' |
| 18 | DEL | Nicolás Figueroa       | 87' |
| 17 | MED | Jean Pierre Archimbaud | 87' |

| 8  | MED | Miguel Cornejo | 82' |
| 18 | MED | Óscar Pinto    | 83' |

| a.g.' | 75' | Yordi Vílchez | 1:0 |

| Amonestado | 43' | Horacio Orzán  |
| Amonestado | 68' | Kenji Cabrera  |
| Amonestado | 85' | Leonel Galeano |

| Amonestado | 17' | Pablo Lanvadeira |
| Amonestado | 62' | Aldair Rodríguez |
| Amonestado | 81' | Angelo Campos    |

| Árbitro             | Michael Espinoza |
| Árbitros asistentes | Alberth Alarcon  |
| Árbitros asistentes | Alex Valdiviezo  |
| Cuarto árbitro      | Jesús Cartagena  |

Vuelta
| 12 de noviembre, 20:00 | Alianza Lima                   | 2:0 (1:0) | FBC Melgar | Estadio Alejandro Villanueva, Lima |                         |
|                        | Vílchez 45+1' · Lavandeira 74' | Reporte   |            | Árbitro(s): Bruno Pérez            | Árbitro(s): Bruno Pérez |

|                                             |
|                                             |
| Bicampeón Nacional Alianza Lima 25.º título |
|                                             |

## Clasificación a torneos Conmebol

### Copa Libertadores 2023
| Cupo   | Equipo           | Fase           | Método de clasificación      |
| ------ | ---------------- | -------------- | ---------------------------- |
| Perú 1 | Alianza Lima     | Fase de grupos | Campeón nacional             |
| Perú 2 | FBC Melgar       | Fase de grupos | Subcampeón                   |
| Perú 3 | Sporting Cristal | Fase 2         | Semifinalista                |
| Perú 4 | Sport Huancayo   | Fase 1         | Cuarto en la tabla acumulada |

### Copa Sudamericana 2023
| Cupo   | Equipo                    | Fase   | Método de clasificación       |
| ------ | ------------------------- | ------ | ----------------------------- |
| Perú 1 | Universitario             | Fase 1 | Quinto en la tabla acumulada  |
| Perú 2 | Universidad César Vallejo | Fase 1 | Sexto en la tabla acumulada   |
| Perú 3 | Cienciano                 | Fase 1 | Séptimo en la tabla acumulada |
| Perú 4 | Deportivo Binacional      | Fase 1 | Octavo en la tabla acumulada  |

## Revalidación
El equipo que ocupó el 17° puesto de la Tabla acumulada, Ayacucho FC, jugó una llave de revalidación contra Unión Comercio, subcampeón de la Liga2 2022, para determinar si mantenía o perdía la categoría. Ayacucho FC descendió tras perder en el global 2-4 ante Unión Comercio.
| Ida; 6 de noviembre, 13:00 | Unión Comercio                   | 3:0 (0:0) | Ayacucho FC | Estadio Carlos Vidaurre García, Tarapoto |                          |
|                            | Medrano 49', 65' · Sánchez 90+3' | Reporte   |             | Árbitro(s): Joel Alarcón                 | Árbitro(s): Joel Alarcón |

| Vuelta; 13 de noviembre, 15:00 | Ayacucho FC         | 2:1 (1:1) | Unión Comercio | Estadio Ciudad de Cumaná, Ayacucho |                           |
|                                | Regalado 45+5', 72' | Reporte   | Zeta 12'       | Árbitro(s): Edwin Ordóñez          | Árbitro(s): Edwin Ordóñez |

|                     |                      |
| Unión Comercio      | Ayacucho FC          |
| Asciende a la Liga1 | Desciende a la Liga2 |

## Datos y estadísticas
| Luis Benites                                                  | Sport Huancayo            | 19 | 35 |
| Hernán Barcos                                                 | Alianza Lima              | 18 | 33 |
| Danilo Carando                                                | Cienciano                 | 16 | 35 |
| Yorleys Mena                                                  | Universidad César Vallejo | 15 | 28 |
| Janio Pósito                                                  | Deportivo Binacional      | 15 | 28 |
| Facundo Peraza                                                | UTC                       | 15 | 35 |
| Bernardo Cuesta                                               | FBC Melgar                | 14 | 35 |
| Rodrigo Salinas                                               | Atlético Grau             | 13 | 31 |
| Alexis Rojas                                                  | Universidad San Martín    | 13 | 33 |
| Gaspar Gentile                                                | UTC                       | 13 | 34 |
| Luis Iberico                                                  | FBC Melgar                | 13 | 38 |
| Actualizado el 12 de noviembre de 2022. Fuente: Transfermarkt |                           |    |    |

| Carlos Ross                                                   | Sport Huancayo       | 12 | 34 |
| Pablo Lavandeira                                              | Alianza Lima         | 12 | 38 |
| Joel López Pissano                                            | Atlético Grau        | 11 | 34 |
| Kevin Sandoval                                                | Cienciano            | 11 | 35 |
| Irven Ávila                                                   | Sporting Cristal     | 11 | 36 |
| Roger Torres                                                  | Alianza Atlético     | 10 | 31 |
| Kevin Serna                                                   | ADT                  | 9  | 34 |
| Roberto Ovelar                                                | Deportivo Municipal  | 8  | 28 |
| Rodrigo Salinas                                               | Atlético Grau        | 8  | 31 |
| Víctor Cedrón                                                 | Deportivo Binacional | 8  | 32 |
| Actualizado el 12 de noviembre de 2022. Fuente: Transfermarkt |                      |    |    |

### Tripletes o más
| Fecha         | Jugador        | Goles       | Local            | Resultado | Visitante           | Reporte           |
| ------------- | -------------- | ----------- | ---------------- | --------- | ------------------- | ----------------- |
| 1. 16/04/2022 | Roberto Ovelar | 9' 39' 47'  | Sporting Cristal | 6 - 4     | Deportivo Municipal | Fecha 10 Apertura |
| 2. 14/05/2022 | Facundo Peraza | 13' 45' 82' | UTC              | 4 - 3     | Deportivo Municipal | Fecha 14 Apertura |

### Autogoles
| Fecha          | Jugador            | Minuto       | Local                     | Resultado | Visitante                 | Reporte           |
| -------------- | ------------------ | ------------ | ------------------------- | --------- | ------------------------- | ----------------- |
| 1. 13/02/2022  | Manuel Tejada      | 1 - 1, 40'   | Atlético Grau             | 3 – 4     | Sport Huancayo            | Fecha 2 Apertura  |
| 2. 19/02/2022  | Nelinho Quina      | 2 - 1, 90+1' | Carlos Stein              | 2 – 1     | Universitario de Deportes | Fecha 3 Apertura  |
| 3. 20/02/2022  | Leandro Fleitas    | 0 - 1, 37'   | Universidad César Vallejo | 2 – 1     | Ayacucho                  | Fecha 3 Apertura  |
| 4. 20/02/2022  | Saúl Salas         | 2 - 1, 81'   | Alianza Lima              | 3 – 1     | Carlos A. Mannucci        | Fecha 3 Apertura  |
| 5. 28/02/2022  | Hervé Kambou       | 1 - 1, 39'   | ADT                       | 2 – 3     | Deportivo Municipal       | Fecha 4 Apertura  |
| 6. 05/03/2022  | Roberto Villamarín | 2 - 0, 57'   | Deportivo Municipal       | 2 – 1     | Universitario de Deportes | Fecha 5 Apertura  |
| 7. 20/03/2022  | Nelinho Quina      | 1 - 0, 44'   | Deportivo Binacional      | 1 – 0     | Universitario de Deportes | Fecha 7 Apertura  |
| 8. 21/03/2022  | Ángel Pérez        | 3 - 3, 80'   | UTC                       | 3 – 4     | Sport Huancayo            | Fecha 7 Apertura  |
| 9. 10/04/2022  | Ítalo Espinoza     | 1 - 1, 88'   | Ayacucho FC               | 1 – 2     | Universitario de Deportes | Fecha 9 Apertura  |
| 10. 17/04/2022 | Pablo Míguez       | 1 - 2, 61'   | Universitario de Deportes | 1 – 4     | Alianza Lima              | Fecha 10 Apertura |
| 11. 22/04/2022 | Cristian Techera   | 1 - 1, 45'   | Atlético Grau             | 1 – 2     | Ayacucho FC               | Fecha 11 Apertura |
| 12. 13/05/2022 | Hugo Magallanes    | 2 - 0, 26'   | Sporting Cristal          | 3 – 2     | Ayacucho FC               | Fecha 14 Apertura |
| 13. 13/05/2022 | Jeickson Reyes     | 1 - 0, 12'   | FBC Melgar                | 3 – 0     | ADT                       | Fecha 14 Apertura |
| 14. 13/05/2022 | Yorkman Tello      | 2 - 0, 32'   | FBC Melgar                | 3 – 0     | ADT                       | Fecha 14 Apertura |
| 15. 30/05/2022 | Diego Penny        | 3 - 0, 55'   | Sport Huancayo            | 4 – 1     | Alianza Atlético          | Fecha 16 Apertura |
| 16. 02/07/2022 | Gonzalo Verón      | 1 - 1, 28'   | Cienciano                 | 5 – 3     | Universidad San Martín    | Fecha 19 Apertura |
| 17. 06/08/2022 | Jhilmar Lora       | 2 - 2, 37'   | Academia Cantolao         | 2 – 2     | Sporting Cristal          | Fecha 6 Clausura  |
| 18. 12/08/2022 | Mathías Techera    | 3 - 2, 77'   | Sporting Cristal          | 3 – 2     | Carlos Stein              | Fecha 7 Clausura  |
| 19. 13/08/2022 | Gu-Rum Choi        | 1 - 0, 38'   | Ayacucho FC               | 1 – 2     | ADT                       | Fecha 7 Clausura  |
| 20. 21/08/2022 | Josimar Vargas     | 0 - 2, 90+3' | Carlos Stein              | 0 – 2     | FBC Melgar                | Fecha 8 Clausura  |
| 21. 03/09/2022 | Manuel Heredia     | 1 - 0, 7'    | Cienciano                 | 2 – 0     | Carlos A. Mannucci        | Fecha 10 Clausura |
| 22. 18/09/2022 | Gino Roque         | 1 - 2, 66'   | Universidad San Martín    | 1 – 5     | UTC                       | Fecha 12 Clausura |
| 23. 23/10/2022 | Junior Huerto      | 2 - 0, 45+1' | ADT                       | 2 – 1     | Academia Cantolao         | Fecha 18 Clausura |
| 24. 09/11/2022 | Yordi Vílchez      | 1 - 0, 75'   | FBC Melgar                | 1 – 0     | Alianza Lima              | Final-Ida         |

### Asistencia
| #     | Equipo                    | Apertura | Clausura | Total     |
| ----- | ------------------------- | -------- | -------- | --------- |
| 1º    | Universitario de Deportes | 179.408  | 222.949  | 402.357   |
| 2º    | Alianza Lima              | 125.420  | 222.629  | 348.049   |
| 3º    | Sporting Cristal          | 41.136   | 119.671  | 160.807   |
| 4º    | Cienciano                 | 59.569   | 94.955   | 154.524   |
| 5º    | FBC Melgar                | 76.599   | 70.342   | 146.941   |
| 6º    | Deportivo Binacional      | 64.876   | 22.692   | 87.568    |
| 7º    | ADT                       | 42.040   | 38.419   | 80.459    |
| 8º    | Carlos A. Mannucci        | 32.708   | 34.746   | 67.454    |
| 9º    | Universidad César Vallejo | 16.541   | 28.158   | 44.699    |
| 10º   | Deportivo Municipal       | 26.524   | 13.400   | 39.924    |
| 11º   | UTC                       | 9.920    | 29.439   | 39.359    |
| 12º   | Sport Boys                | 19.138   | 16.054   | 35.192    |
| 13º   | Ayacucho Fútbol Club      | 14.569   | 15.855   | 30.424    |
| 14º   | Sport Huancayo            | 23.492   | 4.036    | 27.528    |
| 15º   | Atlético Grau             | 13.245   | 11.432   | 24.677    |
| 16º   | Alianza Atlético          | 7.017    | 14.683   | 21.700    |
| 17º   | Carlos Stein              | 12.622   | 6.937    | 19.559    |
| 18º   | Universidad San Martín    | 3.211    | 8.503    | 11.714    |
| 19º   | Cantolao                  | 8.386    | 2.358    | 10.744    |
| Total | Total                     | 776.421  | 977.258  | 1.753.679 |